# アメリカ陸軍ラクダ部隊
アメリカ陸軍ラクダ部隊（アメリカりくぐんラクダぶたい、英：United States Camel Corps）とは、19世紀半ばにアメリカ陸軍によって行われた試みである。アメリカ南西部におけるラクダの荷役動物としての有用性が検討され、ラクダは丈夫でこの地域の移動に適していることが判明したが、軍事利用されることはなかった。南北戦争の影響もありこの実験は中止された。

## 始まり
1836年、フロリダでのインディアン戦争での経験から、ラクダが荷役動物として有用であると確信したアメリカ陸軍のジョージ・H・クロスマン少佐は、陸軍省にラクダを輸送手段として利用することを勧めたが、具体的な動きはなかった。
1846年から1848年にかけてのメキシコとの戦争は米国の勝利に終わり、アメリカは南西部に広大な土地を手に入れた。現在のアリゾナ州、カリフォルニア州、ネバダ州、ユタ州、コロラド州、ニューメキシコ州にまたがる新たな土地の測量、防衛、供給は連邦政府の担当するところとなった。南西部における米軍の活動の必要性が高まり、大統領と議会は輸送手段としてのラクダを真剣に検討するようになった。
1848年ごろまでに、ヘンリー・C・ウェイン少佐は詳細な調査を行い、陸軍省にラクダの輸入を勧告した。当時のミシシッピ州上院議員ジェファーソン・デイヴィスも同意見であった。
1853年、フランクリン・ピアース大統領はデイヴィスを陸軍長官に任命した。1854年の年次報告書では「ラクダを軍事その他の目的で使用する利点」について記した。
1855年3月3日、アメリカ合衆国議会はこのプロジェクトを承認し、3万ドル（2021年の872万464ドルに相当）の予算を計上した。

### エドワード・フィッツジェラルド・ビール
ところで、アメリカにおける19世紀の国民的人物であり、当時インディアン事務局監督官だったエドワード・フィッツジェラルド・ビールが後年語った話では、ラクダを使うアイデアは、キット・カーソンと共にデスバレーを探検した際に自分が最初に思いついたものだという。ビールのアイデアは当時の陸軍長官であったデイヴィスの共感を得て、海軍省の協力を取り付けることに成功した。さらにビールは友人で親戚のデイビッド・ディクソン・ポーター中尉を説得し、ラクダ調達のための遠征隊の指揮官に応募させたという。ただしこの一連の話はビールの日記や文書では確認されていない。

## ラクダの調達
1855年6月4日、ウェイン少佐は、デイビッド・ディクソン・ポーター中尉の指揮するサプライ号でニューヨークを出港した。地中海に到着するとウェインとポーターはラクダの調達を開始した。チュニジア、マルタ、ギリシャ、トルコ、エジプトなどへ赴き、バクトリアン2頭、ドロメダリー29頭、ドロメダリーカーフ1頭、ブーギー（バクトリアン雄とドロメダリー雌の交配種）1頭の計33頭（雌19、雄14）を入手した。米国では購入が難しいと考え荷鞍とカバーも入手した。
1856年2月15日、サプライ号はテキサスに向けて出航した。
ポーターは、担当する動物の世話、水やり、餌について厳しい規則を定めた。ラクダが水なしでどのくらい生き残れるかについての実験は行われなかった。航海中、雄ラクダ1頭が死亡したが、2頭の子ラクダが生まれ旅を生き延びた。
1856年5月14日、34頭のラクダがテキサス州インディアノーラに到着した。ラクダは皆、船がアメリカに向けて出航したときよりも健康状態が良くなっていた。
デイヴィスの命令で、ポーターはさらにラクダを調達するためにエジプトへ再出航した。ポーターが2度目の航海をしている間、ウェインは1度目の航海で得たラクダをサンアントニオ経由でテキサス州キャンプ・ヴェルデへ行進させた。
1857年2月10日、サプライ号は41頭のラクダとともに帰還した。ポーターが2回目の使命を果たしている間、最初の群れから5頭のラクダが死亡した。
キャンプ・ヴェルデは公式にラクダ基地として指定され、新たに調達したラクダは、ここで最初の群れに加わった。陸軍は70頭のラクダを保有していた。
なおラクダ調達の際、ハイ・ジョリーを含む幾人かのラクダ使いも雇い入れていた。

## ラクダ部隊の遠征

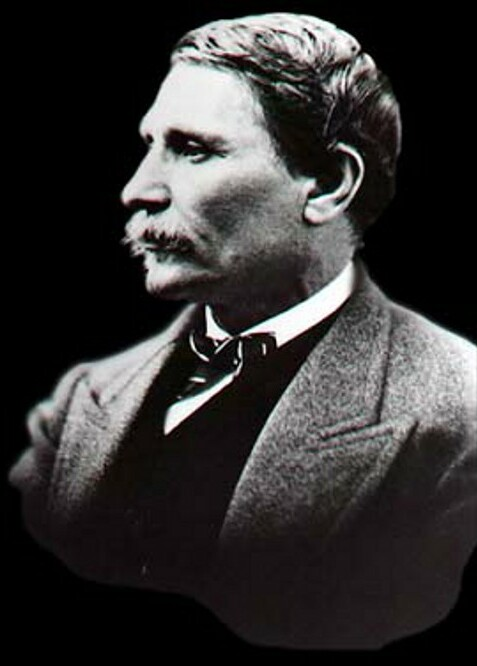
ラクダ隊を率いて南西部を旅したエドワード・フィッツジェラルド・ビール

1857年、ジェームズ・ブキャナンが大統領となり、デイヴィスの後任としてジョン・ブキャナン・フロイドが陸軍長官となった。
この年、ニューメキシコ準州のフォート・ディファイアンスからコロラド川までの馬車道の測量調査と建設が行われることとなった。エドワード・フィッツジェラルド・ビールがこの契約を勝ち取ったが、かつて陸軍長官ジェファーソン・デイヴィスが提案した実験も組み込まれており、ラクダ25頭を連れて行くこととなった。

### 1857年夏
最初の旅はキャンプ・ヴェルデからサンアントニオ、フォート・デイビス、エルパソを経てテキサスとニューメキシコ準州の境界を越え、アルバカーキを経由してフォート・ディファイアンスに到達するものであった。
1857年6月25日、遠征隊は、46頭のラバが曳く荷馬車、250頭の羊に25頭のラクダを従えてサンアントニオを出発した。ラクダ1頭につき700-1000ポンドの荷物を積んでいた。
ビールは当初ラクダの性能に落胆していた。出発翌日の6月26日、彼は日誌に「今のところ、ラクダは荷馬車についていけないが、道に慣れればもっとよくなると信じる」と書いた。しかし2週間後には「ラクダは今や隊列に追いつき、荷馬車と一緒にキャンプに入ってくる」と自信を深めていた。
7月にはビール一行はエルパソへ到着した。現地で書かれたフロイド長官宛の手紙の中で、一日の遅延もなく到着できたこと、背中や体を痛めているラクダはいないことを述べた。また、サンアントニオからエルパソまでの道は靴を履いていない足にはとてつもなく厄介な道だが、ラクダはとても歩みが柔らかく真っ直ぐに足を下すので揺れたり滑ったりもしなかったと評価し、ラクダのおとなしさ、忍耐強さ、管理しやすさといった点で、5頭のラバよりも20頭のラクダの管理の方がやりやすいとも述べた。
フォート・ディファイアンスに向かう途中ビールは、メキシコ戦争で片腕を失ったローリング大佐と合流することになっていた。しかしビールが乗ったラクダは大佐の馬を簡単に追い越し、文字通り彼を置き去りにしてしまったのである。二人は2日後に再会し、1857年8月25日、共にフォート・ディファイアンスに到着した。

### 1857年秋
9月にはアリゾナ州ウィンズロウ近辺でこの旅最大の試練に見舞われた。現在地を見失い、水不足に陥ってしまったのである。36時間以上にわたって、草も水もなく、ラバは半狂乱となってしまった。ラクダに乗った小さな偵察隊が道を探すために送り出され、20マイルほど離れたところに川を発見することができ助かった。
10月17日、遠征隊は最後の難関であるコロラド川に到着した。ビールはラクダは泳げないと聞いていたので、一番大きなラクダが川に飛び込み、荷物を積んだまま泳いで渡ったことに驚いた。残りのラクダも無事に渡ったが、馬2頭、ラバ10頭が溺れてしまった。ビールは、遠征隊をロサンゼルスの北約100マイルにあるフォート・テジョンに導き、休息と補給をとった。
その後、ビールは数頭のラクダを荷造りし、測量した道路が冬場の通行に実用的かどうかを試すために、東に向かって道を引き返した。
1858年2月21日、フォート・ディファイアンスに到着し、ラクダ部隊の最初で唯一の大遠征は終了した。

### 1858年春
1858年4月、ビールは、アーカンソー州フォート・スミスからコロラド川までの35度線に沿って、馬車道として使用するためのルートを調査するように命じられた。ビールはこの任務を完了するのに1年近くを要し、フロイドへの報告書では再びラクダの模範的な性能を賞賛した。
ラクダ部隊は貨物輸送として文句なしの成功を収めた。1858年12月、陸軍長官ジョン・B・フロイドは「平原での軍事行動へのラクダの全面的な適応は、今や実証されたとみなしてよい」と宣言し、さらに1000頭のラクダ購入のための予算計上を熱心に要求した。しかし議会は納得せず、この要求は実現しなかった。

### 1859年春夏
1859年3月25日、フロイド長官はペコス川とリオ・グランデ川の間の地域を、ラクダを使って偵察するよう指示した。
1859年5月に出発となった。陸軍地形技師のウィリアム・E・エコールズ中尉が偵察、エドワード・L・ハーツ中尉が護衛を指揮した。隊には24頭のラクダと24頭のラバが含まれていた。5月18日にキャンプハドソンに到着。5日間留まったのち、テキサス州フォート・ストックトンに向けて出発、6月12日に到着した。
6月15日、遠征隊はラクダが水なしで生き残る能力をテストするために、インディペンデンス・クリークの河口に出発した。時速4マイルで約85マイルを走破したがラクダは途中で水を欲しがることはなかった。その後一行はリオ・グランデ川近くのフォート・デイビスまで114マイル、4日間の旅に出発した。フォート・デイヴィスに到着すると、馬とラバは苦しんでいたが、ラクダは平気であった。3日間の休養の後、遠征隊はフォート・ストックトンに戻った。ハーツは「この国の水利の悪い地区における軍事目的でのラクダの優位性は、十分に確立されているようだ」と報告した。
別の遠征が1859年7月11日に行われ、フォート・ストックトンからテキサス州サン・ビセンテに向かい、7月18日に到着した。この遠征隊は、極めて荒れた地形を7日間、1日約24マイル移動した。サン・ヴィセンテで一晩キャンプした後、一行はフォート・ストックトンに戻り、7月28日に到着した。

### 1860年夏
1860年6月、20頭のラクダと25頭のラバによる遠征が行われた。
6月24日、J・H・ホルマン中尉の率いる歩兵を従えた一行は、キャンプ・ハドソンからペコス川に向かって出発した。ラクダはまたもやラバよりも優秀な成績を収めた。極度に乾燥した土地での行軍が続いた。
5日目、一行はリオ・グランデ川の支流、サンフランシスコ・クリークに到着したが、水はほとんど残っていなかった。3頭のラバが死んだが、ラクダは全員助かった。水飲み場で一日休んだ後、フォート・デイヴィスへ向かった。
7月17日、遠征隊はリオ・グランデ川近くのプレシディオ・デル・ノルテに到着した。遠征隊はフォート・ストックトンを経由してキャンプハドソンに戻り、8月上旬に到着した。ラクダはキャンプ・ヴェルデに戻された。隊長はラクダについて「その耐久力、従順さ、賢さは陸軍長官の注意を引かないはずがなく、彼らの信頼できる奉仕がなければ遠征は失敗に終わっただろう」と記した。
この遠征は、南北戦争勃発前の最後のラクダの長距離使用であった。

### 陸軍の評価と議会の反応
1858年12月、陸軍長官ジョン・B・フロイドは「平原での軍事行動へのラクダの全面的な適応は、今や実証されたとみなしてよい」と宣言し、さらに1000頭のラクダ購入のための予算計上を熱心に要求した。議会は納得せず、この要求は実行されなかった。
1859年末の年次報告書でも、「これまでに行われた実験によって、ラクダが内陸部の広大な砂漠や不毛地帯を移動する人員や物資の輸送手段として、最も有用かつ経済的であることを示している」と述べた。しかしやはり議会は動かなかった。
1860年にもフロイドは再挑戦したが、この時点で内戦の雲行きが怪しくなっており、ラクダ購入の話は議会から遠ざかっていた。

## その後

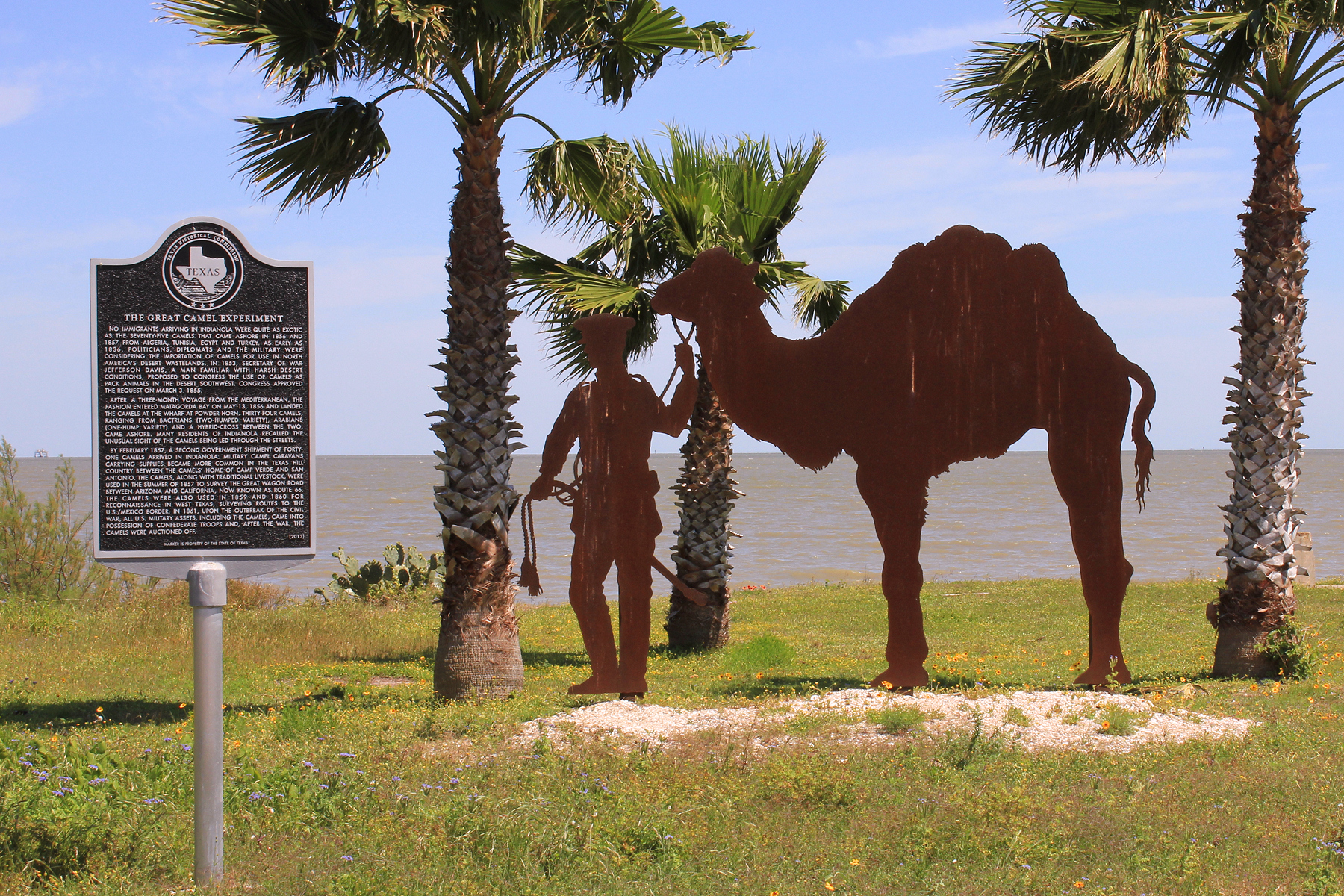
最初にラクダたちが到着したインディアノーラには、ラクダ部隊を記念する銘板がある

南北戦争の初期、コロラド川に面したニューメキシコ準州のモハベ砦とカリフォルニア州のニューサンペドロの間でラクダを使った郵便輸送が試みられたが、両軍の司令官が反対したため失敗に終わった。
キャンプ・ヴェルデは南軍の手に落ち、ラクダは使われなくなった。戦後、ほとんどのラクダはオークションで売られ、一部は動物園やサーカスに送られた。逃げ出したものもいたため、1900年代初頭まで、メキシコからアーカンソー州にかけて野生化したラクダが目撃されることがあった。
戦後、陸軍はラクダに関心を示さなくなり、オークションで売却されることとなった。
最初にラクダが到着したテキサス州インディアノーラには、ラクダ部隊を記念する銘板が建てられている。